# 浪速西
浪速西（なにわにし）は、大阪府大阪市浪速区の町名。現行行政地名は浪速西一丁目から浪速西四丁目。

## 地理
浪速区の北西部に位置し、東に浪速東、西に木津川、南に西成区、北に芦原、北西に久保吉と接している。

## 歴史
元は西成郡西浜町、木津村の各一部。
大阪市南区編入から3年後の1900年（明治33年）に西浜北通、西浜中通、西浜南通、木津北島町の町名が成立。1921年（大正10年）に木津北島町を栄町に改称。1925年（大正14年）に浪速区へ転属。
1962年（昭和37年）に西浜北通（4丁目を除く）、西浜中通、西浜南通、栄町のそれぞれ新なにわ筋以西を浪速町西に改編。1980年（昭和55年）に浪速西の現行行政地名を実施。

## 経済

### 産業
店舗・企業
- 芦原自動車教習所 - 1丁目
- なにわ買物センター（総合スーパー） - 2丁目[5]
- 浪速芦原郵便局（日本郵政） - 2丁目[6]

### 事業所
2016年（平成28年）現在の経済センサス調査による事業所数と従業員数は以下の通りである。
| 丁目                 | 事業所数 | 従業員数 |
| -------------------- | -------- | -------- |
| 浪速西一丁目         | 18事業所 | 94人     |
| 浪速西二丁目         | 12事業所 | 85人     |
| 浪速西三丁目・四丁目 | 6事業所  | 29人     |
| 計                   | 36事業所 | 208人    |

## 世帯数と人口
2019年（平成31年）3月31日現在の世帯数と人口は以下の通りである。
| 丁目         | 世帯数    | 人口    |
| ------------ | --------- | ------- |
| 浪速西一丁目 | 348世帯   | 586人   |
| 浪速西二丁目 | 353世帯   | 691人   |
| 浪速西三丁目 | 245世帯   | 482人   |
| 浪速西四丁目 | 210世帯   | 392人   |
| 計           | 1,156世帯 | 2,151人 |

### 人口の変遷
国勢調査による人口の推移。
| 1995年（平成7年）  | 2,246人 | [ 8 ]  |  |
| 2000年（平成12年） | 2,041人 | [ 9 ]  |  |
| 2005年（平成17年） | 1,915人 | [ 10 ] |  |
| 2010年（平成22年） | 2,035人 | [ 11 ] |  |
| 2015年（平成27年） | 1,954人 | [ 12 ] |  |

### 世帯数の変遷
国勢調査による世帯数の推移。
| 1995年（平成7年）  | 904世帯   | [ 8 ]  |  |
| 2000年（平成12年） | 871世帯   | [ 9 ]  |  |
| 2005年（平成17年） | 870世帯   | [ 10 ] |  |
| 2010年（平成22年） | 1,018世帯 | [ 11 ] |  |
| 2015年（平成27年） | 982世帯   | [ 12 ] |  |

## 交通
- 国道43号
- 大阪府道29号大阪臨海線

## 地域

### 施設
教育
- 大阪府病院協会看護専門学校

人権
- 大阪人権博物館（リバティおおさか）

宗教
- 浪速神社

### 組合
- 部落解放浪速地区消費生活協同組合

## 出身・ゆかりのある人物
- 有本楠太郎（皮革貿易商、南区会議員）[13]
- 有本楠太郎（皮革商、家主）[14]
- 岩田庄一郎（皮革商、地家主、名望家[15]）
- 岩本安兵衛（質商、家主、名望家[15]）
- 清坂作之助（皮革商、資産家、名望家[15]）
- 清坂作之助（地家主[16]、金融業）
- 篤田治郎兵衛（皮革商、皮革洋靴製造業、篤田商店）
- 西森源兵衛（皮革商）[17]
- 西森源兵衛（皮革商、皮革貿易商）[18]
- 西森源兵衛（皮革商、西浜町長、大阪府会議員、大阪市会議員）[19]
- 沼田嘉一郎（皮革商、衆議院議員、大阪市会議員）[20]

## その他

### 日本郵便
- 〒556-0026[3]（集配局：浪速郵便局[21]）